# Sascha Bandermann
Sascha Bandermann (* 29. Oktober 1971 in Düsseldorf) ist ein deutscher Fernsehmoderator, Sportjournalist und ehemaliger Tennisspieler.

## Leben und Karriere
Sascha Bandermann wuchs in Kaarst auf. Er begann mit sechs Jahren das Tennisspielen und war von 1987 bis 1989 unter den fünf besten Jugendspielern in Deutschland. 1989 musste er wegen einer Handverletzung vier Monate pausieren. Er fand 1990 Aufnahme in den B-Kader des Deutschen Tennis Bundes, wurde dort von Karl Meiler und Niki Pilić betreut. 1992 wurde Bandermann Profi und spielte vor allem Turniere der ITF Future Tour. 1998 gewann er zwei Futures im Doppel. Sein letztes Profiturnier spielte Bandermann 2000 in Mönchengladbach. Dort musste er verletzungsbedingt in der Qualifikationsrunde im dritten Satz aufgeben. Danach beendete er seine Profilaufbahn.
Er spielte zehn Jahre für den RTHC Bayer Leverkusen und den TC Blau-Weiss Neuss in der 1. Tennis-Bundesliga. Mit Neuss wurde er deutscher Vizemeister. 2000 wechselte er zum Schenefelder TC in die Nordliga.
Bandermann war ab 1999 freier Mitarbeiter der Fernsehsender Premiere (später Sky Deutschland) und DSF (später Sport1). Er schloss im Jahr 2000 ein Fernstudium im Fach Sportmanagement ab. Für den Sender Sky Deutschland berichtete er unter anderem aus deutschen Fußballstadien. Zudem moderierte Bandermann regelmäßig die Nachrichten auf Sport 1, wurde ebenfalls bei Übertragungen in den Sportarten Darts, Eishockey, Tennis und Basketball eingesetzt.
Am 5. Januar 2013 moderierte er zusammen mit Verena Wriedt das DEL Winter Game 2013 im Stadion Nürnberg. Für den Sender Magenta Sport wurde er als Berichterstatter und Moderator in den Sportarten Fußball, Eishockey und Basketball tätig. 2021 moderierte er dort neben Johannes B. Kerner die Übertragungen der Fußball-Europameisterschaft 2021.